# هاميلتون (تكساس)
هاميلتون (بالإنجليزية: Hamilton)‏ هي مدينة أمريكية تقع في ولاية تكساس.تبلغ مساحة هذه المدينة 7.5 (كم²)،ويبلغ عدد سكانها 3095 نسمة حسب إحصاء سنة 2010 م. تشير إحصاءات سنة 2000م بأن الكثافة السكانية في هذه المدينة تقدر بـ(412.7) نسمة/كم2.

## التركيبة السكانية
حدّد مكتب تعداد الولايات المتحدة بيانات التركيبة السكانية لهاميلتون في تعداد الولايات المتحدة. في ما يلي، التركيبة السكانية حسب تعدادي 2000 و2010.

### تعداد عام 2000
بلغ عدد سكان هاميلتون 2,977 نسمة بحسب تعداد عام 2000، وبلغ عدد الأسر 1,227 أسرة وعدد العائلات 779 عائلة مقيمة في المدينة. في حين سجلت الكثافة السكانية 325.4 نسمة لكل كيلومتر مربع (842.8/ميل2). وبلغ عدد الوحدات السكنية 1,449 وحدة بمتوسط كثافة قدره 158.4 لكل كيلومتر مربع (410.3/ميل2).
وتوزع التركيب العرقي للمدينة بنسبة 95.13% من البيض و0.07% من الأمريكيين الأفارقة و0.17% من الأمريكيين الأصليين و0.34% من الأمريكيين ذوي الأصول الآسيوية و3.29% من الأعراق الأخرى و1.01% من عرقين مختلطين أو أكثر و6.75% من الهسبانيون أو اللاتينيون من أي عرق.
بلغ عدد الأسر 1,227 أسرة كانت نسبة 31.6% منها لديها أطفال تحت سن الثامنة عشر تعيش معهم، وبلغت نسبة الأزواج القاطنين مع بعضهم البعض 49.7% من أصل المجموع الكلي للأسر، ونسبة 10.4% من الأسر كان لديها معيلات من الإناث دون وجود شريك، بينما كانت نسبة 3.3% من الأسر لديها معيلون من الذكور دون وجود شريكة وكانت نسبة 36.5% من غير العائلات. تألفت نسبة 34.2% من أصل جميع الأسر من عدة أفراد يعيشون في نفس المنزل ونسبة 21.2% كانت تتألف من شخص يعيش بمفرده يبلغ من العمر 65 عاماً أو أكثر. وبلغ متوسط حجم الأسرة المعيشية 2.33، أما متوسط حجم العائلات فبلغ 3.00.
بلغ العمر الوسطي للسكان 40.6 عاماً. وكانت نسبة 25.8% من القاطنين تحت سن الثامنة عشر، وكانت نسبة 6.2% بين الثامنة عشر والرابعة والعشرين عاماً، ونسبة 23.2% كانت واقعةً في الفئة العمرية ما بين الخامسة والعشرين والرابعة والأربعين عاماً، ونسبة 20.6% كانت ما بين الخامسة والأربعين والرابعة والستين، ونسبة 20.3% كانت ضمن فئة الخامسة والستين عاماً فما فوق. يوجد لكل 100 أنثى 87.5 ذكر، ويوجد لكل 100 أنثى في الثامنة عشر من عمرها فما فوق 80.0 ذكر.
بلغ متوسط دخل الأسرة في المدينة 26,585 دولارًا، أما متوسط دخل العائلة فبلغ 38,702 دولارًا. وكان متوسط دخل الذكور 27,074 دولارًا مقابل 17,500 دولارًا للإناث. وسجل دخل الفرد الخاص بالمدينة 15,012 دولارًا. وكانت نسبة 12.2% من العائلات ونسبة 15.9% من السكان تحت خط الفقر، وكان من هؤلاء نسبة 23% تحت سن الثامنة عشر ونسبة 16.1% في الخامسة والستين من العمر وما فوق.

### تعداد عام 2010
بلغ عدد سكان هاميلتون 3,095 نسمة بحسب تعداد عام 2010، وبلغ عدد الأسر 1,230 أسرة وعدد العائلات 777 عائلة مقيمة في المدينة. في حين سجلت الكثافة السكانية 338.3 نسمة لكل كيلومتر مربع (876.2/ميل2). وبلغ عدد الوحدات السكنية 1,470 وحدة بمتوسط كثافة قدره 160.7 لكل كيلومتر مربع (416.2/ميل2).
وتوزع التركيب العرقي للمدينة بنسبة 94.51% من البيض و0.68% من الأمريكيين الأفارقة و0.68% من الأمريكيين الأصليين و0.45% من الأمريكيين ذوي الأصول الآسيوية و0.03% من سكان جزر المحيط الهادئ و2.84% من الأعراق الأخرى و0.81% من عرقين مختلطين أو أكثر و8.85% من الهسبانيون أو اللاتينيون من أي عرق.
بلغ عدد الأسر 1,230 أسرة كانت نسبة 29.8% منها لديها أطفال تحت سن الثامنة عشر تعيش معهم، وبلغت نسبة الأزواج القاطنين مع بعضهم البعض 45.7% من أصل المجموع الكلي للأسر، ونسبة 13.3% من الأسر كان لديها معيلات من الإناث دون وجود شريك، بينما كانت نسبة 4.1% من الأسر لديها معيلون من الذكور دون وجود شريكة وكانت نسبة 36.8% من غير العائلات. تألفت نسبة 32.1% من أصل جميع الأسر من عدة أفراد يعيشون في نفس المنزل ونسبة 17.6% كانت تتألف من شخص يعيش بمفرده يبلغ من العمر 65 عاماً أو أكثر. وبلغ متوسط حجم الأسرة المعيشية 2.38، أما متوسط حجم العائلات فبلغ 2.92.
بلغ العمر الوسطي للسكان 45.2 عاماً. وكانت نسبة 21.8% من القاطنين تحت سن الثامنة عشر، وكانت نسبة 7.4% بين الثامنة عشر والرابعة والعشرين عاماً، ونسبة 20.5% كانت واقعةً في الفئة العمرية ما بين الخامسة والعشرين والرابعة والأربعين عاماً، ونسبة 23.8% كانت ما بين الخامسة والأربعين والرابعة والستين، ونسبة 26.4% كانت ضمن فئة الخامسة والستين عاماً فما فوق. وتوزع التركيب الجنسي للسكان بنسبة 46.4% ذكور و53.6% إناث.

## أعلام
- لويز لاثام
- لوسي كريستيان
- كينغ هيل